# Мохамед Ель-Саєд (фехтувальник)
Мохамед Ель-Саєд (3 березня 2003 , Каїр ) — єгипетський фехтувальник на шпагах, бронзовий призер Олімпійських ігор 2024 року.

## Виступи на Олімпіадах
| Олімпіада  | Дисципліна          | Місце |
| ---------- | ------------------- | ----- |
| Токіо 2020 | індивідуальна шпага | 8     |
| Париж 2024 | індивідуальна шпага | 3     |
| Париж 2024 | командна шпага      | 8     |